# Clear Creek (Wisconsin)
Clear Creek – miasto w Stanach Zjednoczonych, w stanie Wisconsin, w hrabstwie Eau Claire.